# Desa Kolok

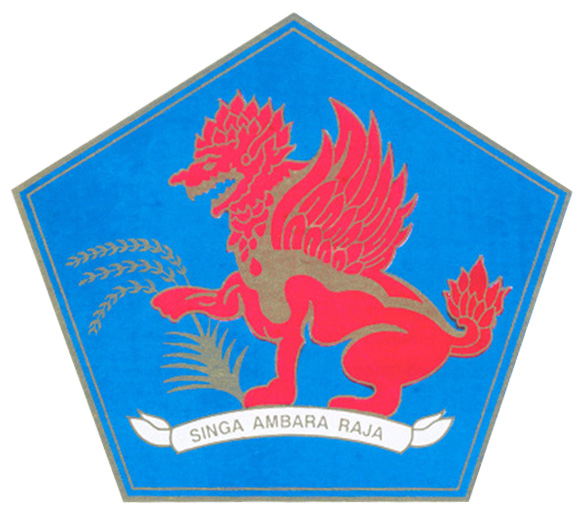
Regencia de Buleleng

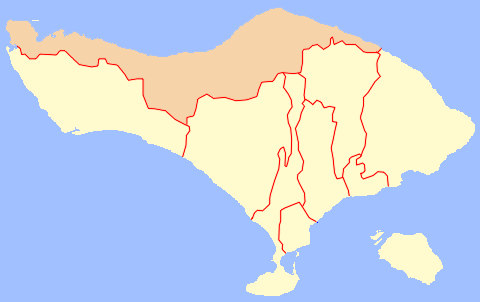
Localización de la Regencia de Buleleng

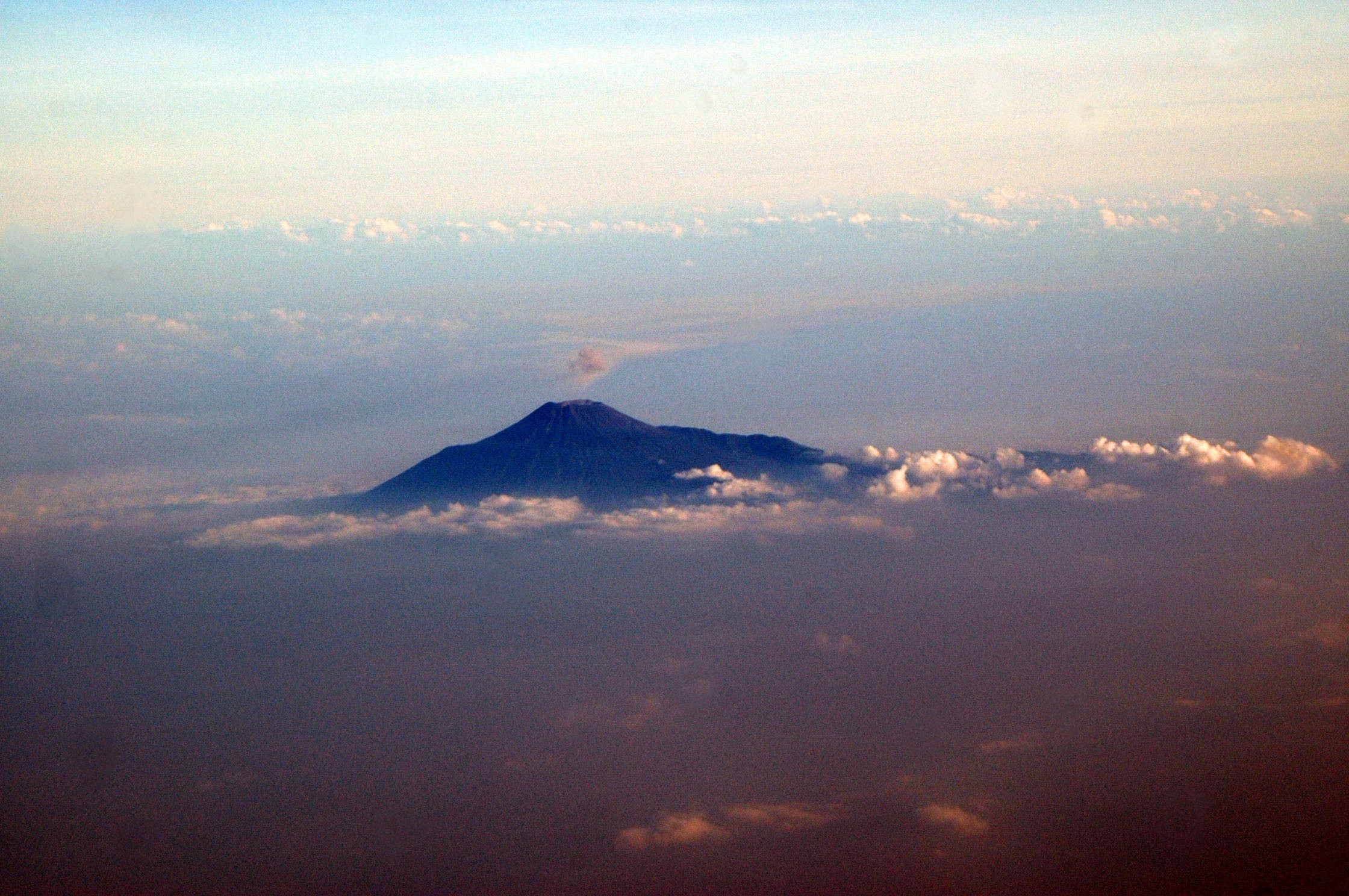
Bali (171)

Desa Kolok, de nombre oficial Bengkala, es una aldea situada en el norte de la isla de Bali, Indonesia. Esta aldea es conocida por su curiosa situación, ya que el 2,2% de su población es sorda. Debido a estas características, surge allí de forma natural su propia lengua de señas, diferente a la Lengua de Señas de Indonesia, conocida como Kata Kolok y exclusiva en esta aldea.

En la aldea, los sordos son conocidos como ‘’Kolok’’, de ahí el nombre de la aldea: ‘’Desa Kolok’’ (aldea sorda); y el de esta lengua: ‘’Kata Kolok’’ (habla sorda).

## Localización geográfica
Bengkala se encuentra en el norte de la isla de Bali (Indonesia), en la regencia de Buleleng. La aldea no está marcada en todos los mapas e incluso en la ciudad más cercana, Singaraja, poca gente la conoce. Está situada a 90 km de la capital de Bali, Denpasar.

## Datos demográficos
La aldea de Bengkala cuenta con aproximadamente 2.000 habitantes de los cuales se han registrado 50 sordos. La lengua Kata kolok es comprendida por más de los dos tercios de la población de la aldea, siendo así común su uso en diversos ámbitos culturales, religiosos, educativos y políticos, entre otros.

## Sordera en Desa Kolok
El tipo de sordera que ocurre en esta ubicación es congénita, profunda (es decir, severa), neurosensorial, y no-sindrómica (que quiere decir que no está asociada con ningún trastorno o síndrome).
Registrada en OMIM bajo el nombre "DEAFNESS, AUTOSOMAL RECESSIVE 3", la sordera en esta ubicación es causada por una mutación genética extendida alrededor de la aldea la cual es heredada siguiendo un patrón de herencia autosómico recesivo, lo que quiere decir que, para que alguien nazca con la condición, dos copias de la misma mutación deben de estar presentes en el locus, asociado con la enfermedad, de dicho sujeto. Esta situación usualmente ocurre debido a que ambos de sus padres le heredaron una copia de la mutación al hijo, dicho escenario tiene una probabilidad del 25% de ocurrir si los padres son heterocigotos (es decir, si solo portan una sola variante de la mutación recesiva) y una probabilidad del 100% si ambos padres son homocigotos (es decir, si ambos portan dos variantes de la misma mutación).
La mutación en cuestión está ubicada en el gen MYO15A, y es conocida bajo varios nombres, incluyendo I892F, rs121908965, c.6337A>T, y p.Ile2113Phe. Esta mutación sustituye un A con un T (A>T) en el nucleótido 6337 del gen, lo cual, como consecuencia, reemplaza al amino ácido isoleucina a fenilalanina en la posición de amino ácido 892 en la proteína del mismo gen.
Entre la aldea, 25 de cada 100 personas portan la mutación responsable por la condición, de las cuales la mayoría la tienen en su estado heterocigoto, dejándolos relativamente inafectados.
Otras mutaciones en el mismo gen han sido reportadas como causantes de sordera en familias en otras regiones del mundo, incluyendo a Brasil, Pakistán, Turquía, América del Norte, y la India.

## Kata Kolok
Kata Kolok (literalmente Habla Sorda), también conocida como la lengua de señas de Bengkala y la lengua de señas balinesio, es una lengua de señas indígena de dos aldeas vecinas al norte de Bali, Indonesia. La aldea principal, Bengkala, ha tenido altos índices de sordera durante las últimas 7 generaciones. A pesar de la antigüedad de esta mutación recesiva que causa sordera, el primer grupo importante de “hablantes sordos” no surgió hasta hace 5 generaciones, momento en el que se sitúa la aparición de Kata Kolok.
Kata kolok no está relacionada con el idioma balinés y carece similitudes (característica propia de las lenguas de señas que fundamentan su estructura sobre la gramática de la lengua hablada de la región) como un alfabeto manual o la pronunciación. Esta lengua se diferencia de otras lenguas de señas conocidas en varios aspectos: Los hablantes hacen un amplio uso de direcciones cardinales o localizaciones del mundo real para organizar el espacio de habla y no usan una línea temporal metafórica (a nivel visual) como referencia.
La gente sorda de la aldea usa formas culturales para la expresión como la danza sorda y las artes marciales. Ocupan también roles sociales y rituales que incluyen cavar tumbas y el mantenimiento del sistema de aguas. Tanto los aldeanos sordos como los que no lo son comparten la creencia en un dios sordo.
Esta lengua de señas ha sido aprendida y transmitida por al menos cinco generaciones de sordos. El uso de Kata Kolok abarca diversos campos en Bengkala, desde los aspectos comunes de la vida cotidiana, hasta aspectos políticos, profesionales, de educación y de religión. El Instituto Max Planck de Psicolingüística y el Instituto Internacional de las Lenguas de Señas y Estudios para Personas Sordas han recogido más de 100 horas de material audiovisual sobre Kata Kolok.